# Noona Dan ekspeditionen
Noona Dan ekspeditionen er en dansk dokumentarfilm fra 1963 om Noona Dan-ekspeditionen.

## Handling
Træskonnerten Noona-Dan sejlede fra Danmark 10. april 1961 ud på en videnskabelig ekspedition til Stillehavet. Formålet var at indsamle fugle, pattedyr, insekter og planter til Zoologisk Museum og Botanisk Have. Blandt deltagerne var Jens Bjerre, zoolog Torben Wolf og ornitolog Finn Salomonsen. Selve det videnskabelige arbejde afsluttedes 11. september 1962, hvorefter hjemrejsen til Danmark via Suez sluttede ekspeditionen. Ved ankomsten i Københavns Havn den 9. december var flere hundrede mødt op for at modtage skibet. Ifølge Torben Wolf blev der indsamlet 2322 fugle.
Konservator Erik Petersen, ekspeditionens ornitolog, døde i oktober 1961 som følge af overfølsomhed overfor et insektstik.